# 黒色青年連盟
黒色青年連盟（黒色青年聯盟、こくしょくせいねんれんめい）は、1925年12月に東京で結成されたアナキスト組織である。
1926年11月には日本統治下の台湾にも台湾黒色青年連盟という支部が作られた。

## 事件

### 黒旗事件
銀座事件とも呼ばれる。
1926年1月31日午後6時半、黒色青年連盟は東京芝公園内の協調会館で第一回演説会を開催する。黒色青年連盟の機関誌『黒色青年』による自己発表に依れば、東京地方の無政府主義団体の最初の会合であり、参加者は700人余りであった。弁士の中には紙製の爆弾を壇上に叩きつけたり、警備の私服警官との論争の末に検束された者もいる。
午後9時には演説会は散会となったが、参加者の中の30名ほどは黒旗を掲げ革命歌を高唱しながら銀座へと向かった。一行は、資生堂の前に差し掛かった際、こん棒や団旗の先でショーウィンドウのガラスを粉砕したのを皮切りに礫を投げ20軒あまりの商店の窓ガラスを割るといった暴行を行い、これを制止しようとした尾張町交番の巡査に全治二週間の殴打傷を加えている。
警視庁は事件後に無政府主義者を次々と約50人を検挙。うち22人は騒擾罪で起訴された。
内閣総理大臣を務めていた若槻禮次郎は、協調会館の演説会は事故もなく解散したこともあって、警視庁側に手落は無いとし警視庁側の処分は一切行わなかった。また、普通犯罪と同一でないことと、無政府主義取締を声明した。

### 壺井繁治襲撃
1927年12月、萩原恭次郎らが創刊したアナキスト系雑誌『文芸解放』11号に「我等は如何に彼等と対立するか」を掲載し、アナキズムからマルキシズムへの転回を示した壺井繁治が黒色青年連盟員に襲撃され重傷を負う。

## 機関誌
機関誌として『黒色青年』を1926年4月5日から1931年2月10日まで24号発行していた。
『黒色青年』は、1975年に黒色戦線社から復刻版が出版されている。

## 関連人物
- 緒方昇
- 八太舟三